# شورستان (سربیشه)
شورستان یک روستا در ایران است که در بخش مرکزی شهرستان سربیشه واقع شده‌است. شورستان ۱۴۵ نفر جمعیت دارد.